# Prawokumskoje (rejon sowietski)
Prawokumskoje (ros. Правокумское) – wieś w Rosji, w Kraju Stawropolskim, w rejonie sowietskim. W 2010 liczyła 1427 mieszkańców.